# 中華民國—愛爾蘭關係
中華民國與爱尔兰無正式外交關係，目前中華民國政府於愛爾蘭首都都柏林設立具大使館功能的代表機構。

## 政治

### 外交

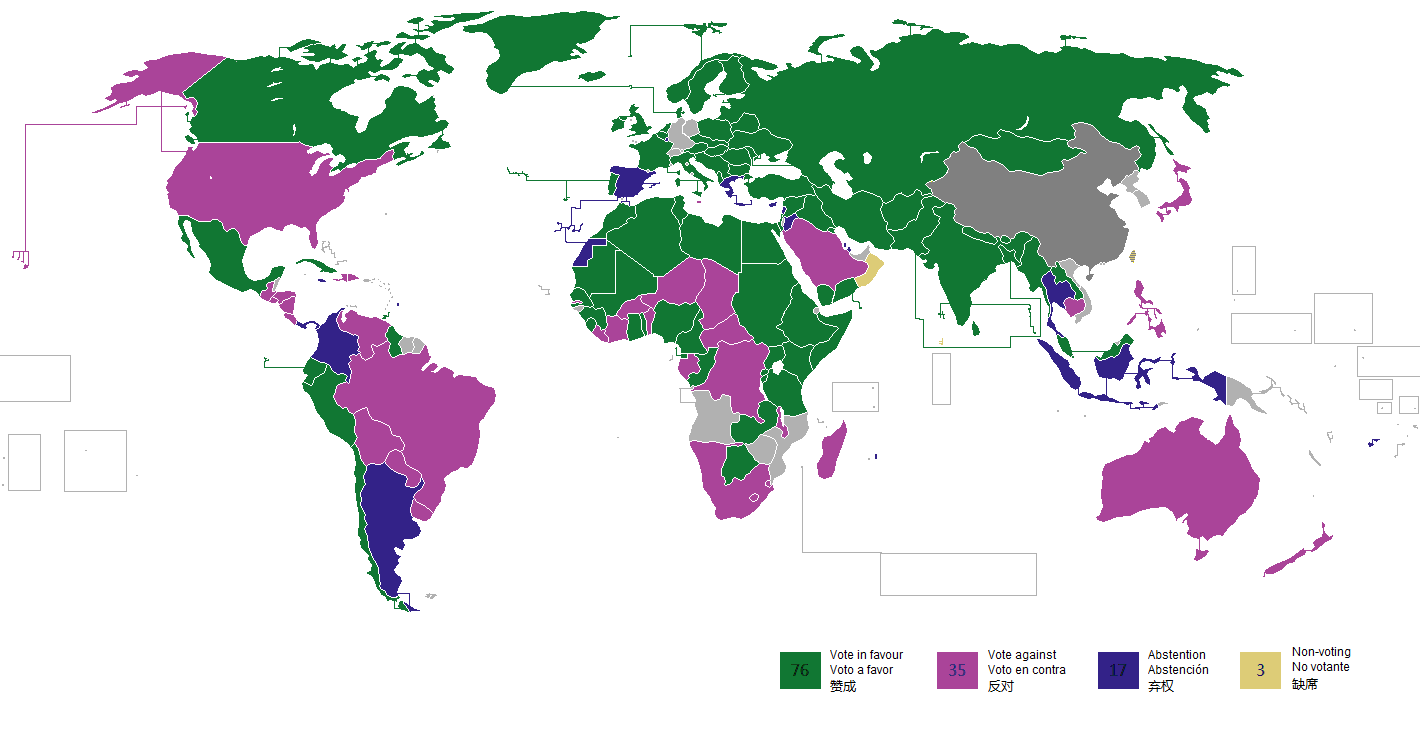
綠色國家表示在1971年的投票中反對中華民國續留聯合國，即《聯合國大會2758號決議》，其中包括愛爾蘭。

在1922年愛爾蘭獨立前，中華民國與愛爾蘭的關係是在與英國的關係中。中華民國北洋政府並未與獨立的愛爾蘭政府建交，也沒有官方對愛爾蘭獨立戰爭進行表態。
2013年5月22日，愛爾蘭上議院通過決議案，呼應歐洲議會於2012年9月通過支持臺灣有意義參與國際組織及臺灣歐盟洽簽經濟合作協定（ECA）的決議文。上議院通過的決議案是由4月訪台的愛爾蘭上議員魏爾森與其他3位上議員於5月14日共同提出。
2015年7月21日，愛爾蘭上議院通過決議案，呼籲歐洲執委會與台灣洽簽雙邊投資協議（BIA）。該決議案是由3月訪台的上議員、在野黨領袖歐布萊恩與其他13位上議員於7月20日共同提出。
2016年9月29日，《愛爾蘭時報》報導，愛爾蘭外交暨貿易部以電子郵件要求各部會首長不得應邀出席中華民國國慶相關活動，強調任何參與均將引起中華人民共和國強烈反彈，進而損及愛爾蘭對其政策目標。
2021年4月2日，臺灣太魯閣號列車發生事故，造成重大傷亡，愛爾蘭外交部長在Twitter發文表示哀悼。
2021年12月2日，愛爾蘭上議院無異議通過決議，除了反對中國境內的人權侵害及譴責中國對待維吾爾人的方式外，決議文還包括支持臺灣保有自由民主制度，重申反對中國尋求武力侵臺之主張，同時敦促政府增進與台灣政府和民眾的互動，並且拒絕任何企圖妨礙國會議員與臺灣政府和人民互動的不當干涉，也譴責所有企圖阻撓臺灣政府和民眾參與國際組織或國際人道倡議的作為。
2024年1月13日，中華民國總統選舉結束後，愛爾蘭參議院議長巴蒂默、眾議院副議長麥基尼斯發文祝賀正副總統當選人。

#### 人員互訪（1996年至今）
僅列舉部分名單：
中華民國：副總統兼行政院長連戰、前總統馬英九、考選部長劉初枝、外交部常務次長史亞平、教育部常務次長吳財順、交通部政務次長曾大仁、經濟部政務次長林聖忠、經濟部中小企業處長賴杉桂、國立故宮博物院長杜正勝、台北市長馬英九。
愛爾蘭：前總理雷諾滋、參議院多數黨領袖康明斯、眾議院副議長兼執政黨主席歐翰龍、眾議院副議長麥基尼斯、參眾兩院外交聯席委員會主席歐馬利、參眾兩院歐洲事務聯席委員會主席密契爾、愛爾蘭人權委員會主席曼寧、都柏林三一學院校長柯亞德、歐麥爾。

### 代表機構
1988年7月12日，中華民國於愛爾蘭首都都柏林設立具大使館功能的駐愛爾蘭自由中國中心。1991年5月2日，更名為駐愛爾蘭台北經濟文化辦事處。1995年8月18日，再更名為駐愛爾蘭臺北代表處（Taipei Representative Office in Ireland）。
1989年8月，愛爾蘭於中華民國首都台北設立類似功能的愛爾蘭投資貿易促進會（Institute for Trade and Investment of Ireland），主要任務為推廣愛爾蘭投資及貿易，愛爾蘭外交部並授權辦理簽證，後因預算緊縮及經濟衰退因素，於2012年1月1日裁撤。臺灣業務改由新加坡據點兼轄。

## 經濟

### 貿易
| 年分 | 貿易總額      | 貿易總額 | 貿易總額 | 出口至愛爾蘭  | 出口至愛爾蘭 | 出口至愛爾蘭 | 自愛爾蘭進口 | 自愛爾蘭進口 | 自愛爾蘭進口 | 順逆差  |
| 年分 | 金額          | 年增減   | 排名     | 金額          | 年增減       | 排名         | 金額         | 年增減       | 排名         | 順逆差  |
| ---- | ------------- | -------- | -------- | ------------- | ------------ | ------------ | ------------ | ------------ | ------------ | ------- |
| 2017 | 812,890,510   | ▼0.9%    | 44       | 195,365,907   | ▼23.2%       | 54           | 617,524,603  | ▲9.0%        | 39           | 逆差▲   |
| 2018 | 1,011,554,916 | ▲24.4%   | 43       | 238,757,822   | ▲22.2%       | 53           | 772,797,094  | ▲25.1%       | 35           | 逆差▲   |
| 2019 | 1,252,665,755 | ▲23.8%   | 38       | 336,228,484   | ▲40.8%       | 44           | 916,437,271  | ▲18.6%       | 32           | 逆差▲   |
| 2020 | 1,275,254,651 | ▲1.8%    | 36       | 392,067,106   | ▲16.6%       | 42           | 883,187,545  | ▼3.6%        | 32           | 逆差▼   |
| 2021 | 1,341,537,556 | ▲5.2%    | 40       | 572,930,093   | ▲46.1%       | 37           | 768,607,463  | ▼13.0%       | 40           | 逆差▼   |
| 2022 | 1,635,362,460 | ▲21.9%   | 41       | 807,837,598   | ▲41.0%       | 33           | 827,524,862  | ▲7.7%        | 42           | 逆差▼   |
| 2023 | 1,693,316,293 | ▲3.5%    | 36       | 857,865,910   | ▲6.2%        | 30           | 835,450,383  | ▲1.0%        | 38           | 順差 -- |
| 2024 | 2,269,702,959 | ▲34.0%   | 34       | 1,394,383,745 | ▲62.5%       | 25           | 875,319,214  | ▲4.8%        | 36           | 順差▲   |

2023年的兩國貿易項目如下：
出口至愛爾蘭的前10大項目為：特定用途機器之零件與附件；電話機（包括智能手机），以及其他傳輸或接收聲音、圖像之有線或无线网络通訊器具；自動資料處理機、磁性或光學閱讀機；集成电路；碟片、磁带、固態非揮發性儲存裝置、智慧卡與其他錄音或錄製之媒體；鋼鐵製螺釘、螺栓、螺帽、螺旋鈎、車用螺釘、鉚釘、橫梢、開口梢、墊圈與類似製品；鋼鐵製之其他管與空心型；硫酸或发烟硫酸；变压器、靜電式變流器與電感器；核酸及其鹽類、其他杂环化合物等。
自愛爾蘭進口的前10大項目為：醫藥製劑；人類血液、供醫療用動物血液、抗毒血清、疫苗、毒素、微生物培養物與類似品；整形用具、夾護板與其他接骨用具、助聽器與其他配帶用具或植入體內之其他用具；麥芽精、由澱粉或麥芽精製成之調製食品；內科、外科、牙科或兽医用儀器與用具；積體電路；光纖或光纖傳輸纜、偏光性材料所製之片與板、光學透鏡、稜鏡、反射鏡與其他光學元件；自動資料處理機、磁性或光學閱讀機；診斷或實驗用有底襯之試劑或配製試劑，以及檢定參照物；醫藥用品等。

### 投資
相較於鄰近的英国，與愛爾蘭雙邊投資的金額與件數皆屬少量。根據中華民國經濟部投資審議司統計，截至2023年，臺商赴愛爾蘭總投資金額約7,093萬美元，計有5件。目前在愛爾蘭設有據點的臺商主要有長榮海運、趨勢科技、貿聯集團等。
根據中華民國經濟部投資審議司統計，截至2023年，愛爾蘭前往臺灣總投資金額約2億6,019萬美元，計有80件。在臺灣設有據點的愛爾蘭商主要有KCMG（复合材料製造）、SRAM（自行車及其零件製造）、Synopsys International（電腦軟體服務）、Mentor Graphics（軟體開發設計）、MaximIntegrated（半导体）等。

### 會議
自1988年起，每年輪流在對方首都舉辦次長級經濟合作會議，舉辦4屆因成效不彰，由愛爾蘭片面取消，後於2014年恢復舉辦。

## 交流

### 學術
中華民國外交部提供臺灣獎助金、臺灣獎學金；教育部則提供華語文獎學金，給予愛爾蘭籍學者與學生赴台研究、就讀。
2017年9月16日，中華民國副總統陳建仁受邀於「人類蛋白質組組織全球領袖晚宴」以視訊致詞，駐愛爾蘭台北代表處代表杜聖觀、中央研究院化學研究所所長陳玉如，以及數名大學教授則代表台灣與會。

### 藝文
2017年5月，愛爾蘭電影協會舉辦臺灣電影節（Taiwan Film Festival），並邀請台灣導演侯孝賢及劇作家朱天文與會。
2018年4月，愛爾蘭電影協會舉辦「2018臺灣電影節—臺灣電影攝影大師李屏賓特展」。

## 協定
| 日期                                                                                 | 簽署                                                               | 備註     |
| ------------------------------------------------------------------------------------ | ------------------------------------------------------------------ | -------- |
| 1990年5月12日                                                                        | 《臺北投資業務處與愛爾蘭工業發展局間促進投資合作協定》             |          |
| 1990年8月16日                                                                        | 《（中華民國臺灣）國家科學委員會與愛爾蘭科技處間科技合作協定》     |          |
| 2009年6月11日                                                                        | 《行政院金融監督管理委員會與愛爾蘭金融服務監理機關間之瞭解備忘錄》 |          |
| 2012年10月5日                                                                        | 《打工度假計畫》                                                   | [ 註 3 ] |
| 2014年5月21日                                                                        | 《中華民國國際經濟合作協會與愛爾蘭出口商協會合作備忘錄》           | [ 註 4 ] |
| 2014年5月23日                                                                        | 《台灣生物產業發展協會與愛爾蘭生技產業協會合作意向書》             |          |
| 2014年11月14日                                                                       | 《中華民國證券櫃檯買賣中心與愛爾蘭證券交易所合作意向書》           |          |
| 正推動愛爾蘭政府支持中華民國與歐盟展開雙邊投資協定（BIA）及經濟合作協定（ECA）談判。 |                                                                    |          |

## 簽證

持中華民國護照的中華民國國民簽證要求分布圖：入境愛爾蘭可以免簽證。

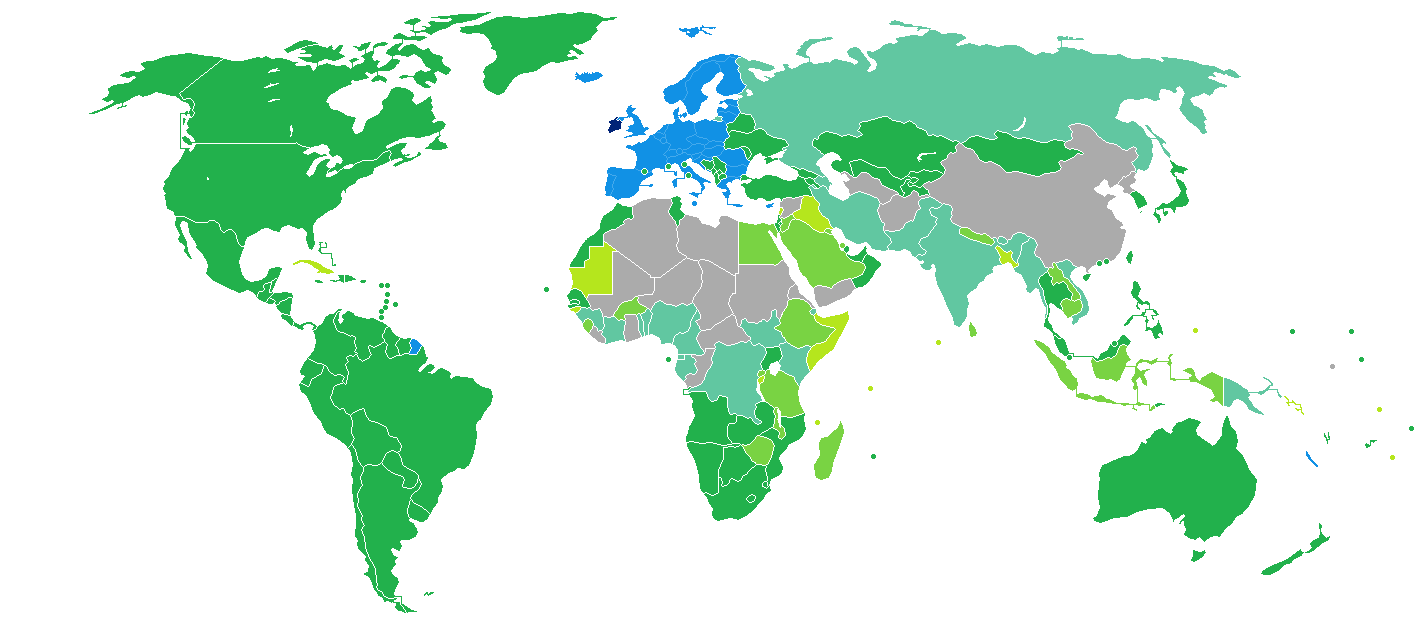
持愛爾蘭護照的愛爾蘭國民簽證要求分布圖：入境中華民國可以免簽證。

愛爾蘭雖然是欧洲联盟成员国，但尚未加入申根區。持有載明身分證字號的中華民國護照之中華民國國民可以免簽證的方式入境愛爾蘭，觀光、商務、遊學可停留90天並可延長2－4週。
持愛爾蘭護照的愛爾蘭國民也可以免簽證的方式入境中華民國，停留最多90天。
此外，兩國每年皆提供特定名額的18－30歲青年為期1年的度假打工簽證（皆必須未曾取得此種簽證）。

## 交通

### 航空

#### 客運
兩國無直航班機，可經由（不計航點遠近，截至2023年7月10日）：
- 臺北→北京-首都（*季節性飛愛爾蘭）、杜拜、伊斯坦堡、倫敦、巴黎、羅馬、米蘭、慕尼黑、法蘭克福、阿姆斯特丹、維也納、布拉格（2023年7月18日開航臺北）、紐約、洛杉磯、芝加哥、舊金山、西雅圖、多倫多、溫哥華*，再轉機前往愛爾蘭的國際機場（英语：List of airports in the Republic of Ireland）。
- 高雄→北京-首都*[註 5]→愛爾蘭。

### 駕車
持有中華民國國際駕駛執照、中華民國汽車駕駛執照雙證件，可在愛爾蘭駕車最多1年。長期居留者，可持本國駕駛執照換發愛爾蘭駕駛執照。

## 外部連結
| - 中華民國外交部－愛爾蘭共和國簡介 （页面存档备份，存于） - 駐愛爾蘭台北代表處（Facebook、Twitter） - 外交部領事事務局－國外旅遊警示分級表 - 中華民國衛生福利部－國際旅遊疫情建議等級 - 中華民國國際經濟合作協會 （页面存档备份，存于） | - 愛爾蘭台灣協會的Facebook專頁（Instagram） |